# Aéroport de Bowen
L'aéroport de Bowen est un aéroport situé dans le Queensland, en Australie.